# Kanishka II
Kanishka II est un empereur de l'Empire kouchan, qui aurait gouverné pendant une courte période aux alentours de 225 à 245.
Une statue de Hariti en provenance de Skarah Dheri, porte l'inscription "Année 399", dont on pense qu'il s'agit de l'Ere Yavana commençant en 175 av.J-C. Cela donne une date de 244 ap.J-C., soit pendant le règne de Kanishka II.

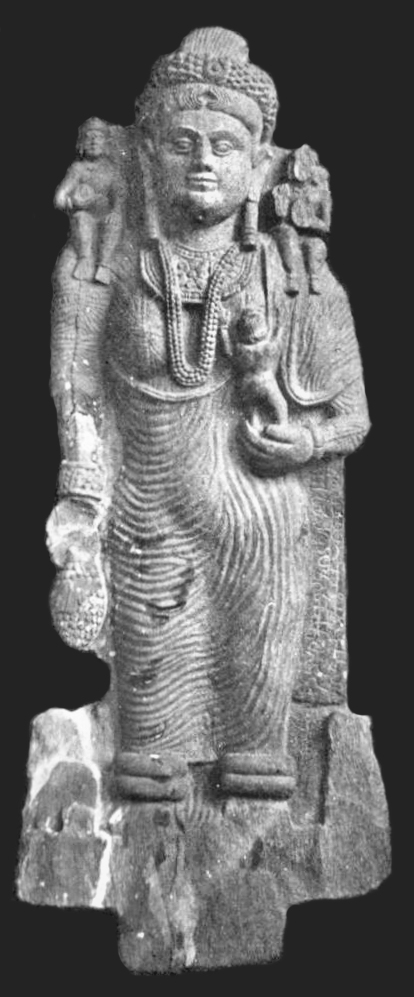
Statue de Hariti en provenance de Skarah Dheri, portant l'inscription "Année 399", soit 244 ap.J-C.